# Канибадам
Канибадам (на таджикски: Конибодом; на персийски: کان بادام) е град в Таджикистан, административен център на Канибадамски район, Согдийска област. Населението на града през 2016 година е 50 400 души (по приблизителна оценка).

## История
Селището е основано през 9 век, упоменато е през 1463 година, а през 1937 година получава статут на град.

## Население
| Година | Население |
| ------ | --------- |
| 1989   | 37 841    |
| 2000   | 45 000    |
| 2007   | 47 100    |
| 2010   | 46 481    |
| 2016   | 50 400    |